# اس‌اس راجپوتانا
اس‌اس راجپوتانا (به انگلیسی: SS Rajputana) یک زیردریایی بود که طول آن ۵۴۷ فوت (۱۶۷ متر) بود. این زیردریایی در سال ۱۹۲۶ ساخته شد.